# Palais Liévano

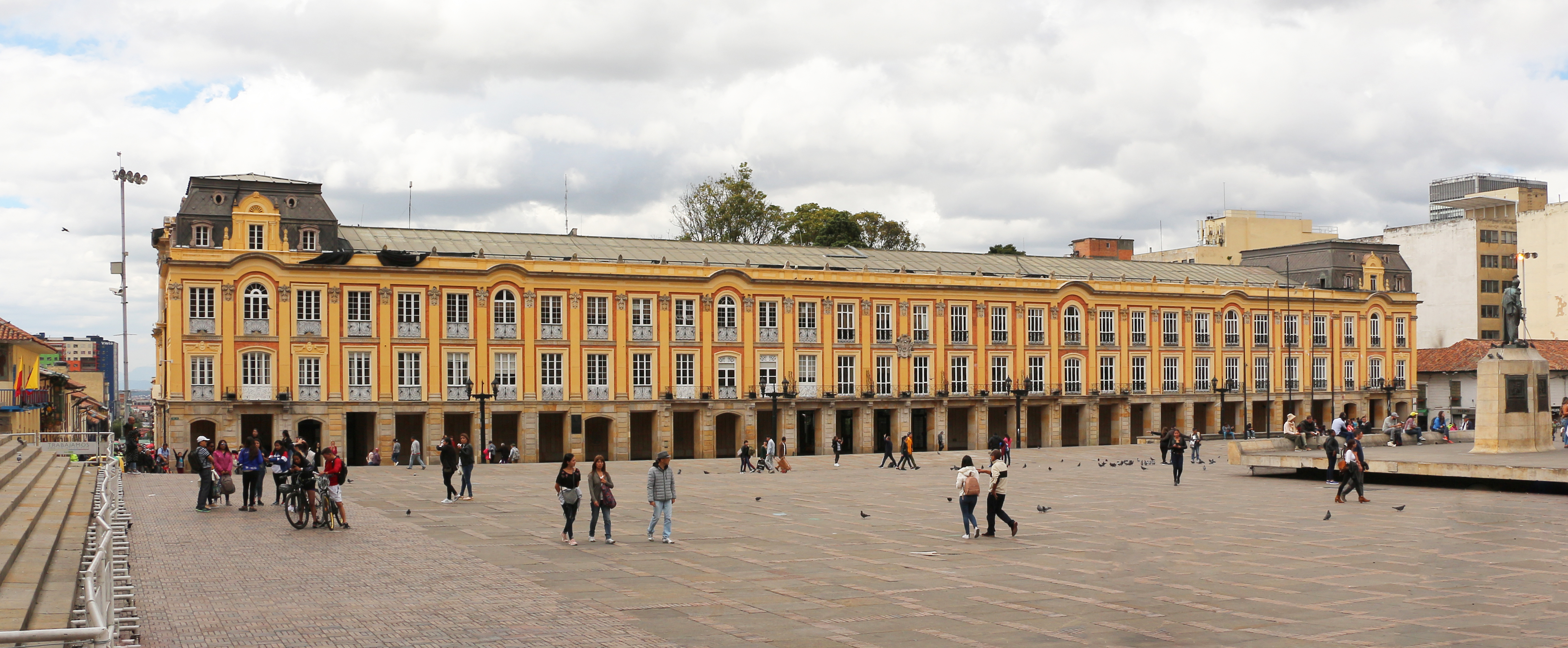
Le palais Liévano sur la Plaza de Bolívar de Bogotá.

Le palais Liévano (espagnol : palacio Liévano) est un bâtiment situé à l'ouest de la Place Bolívar de Bogota, en Colombie. Il abrite depuis 1910 la Mairie de Bogotá (es).

## Historique

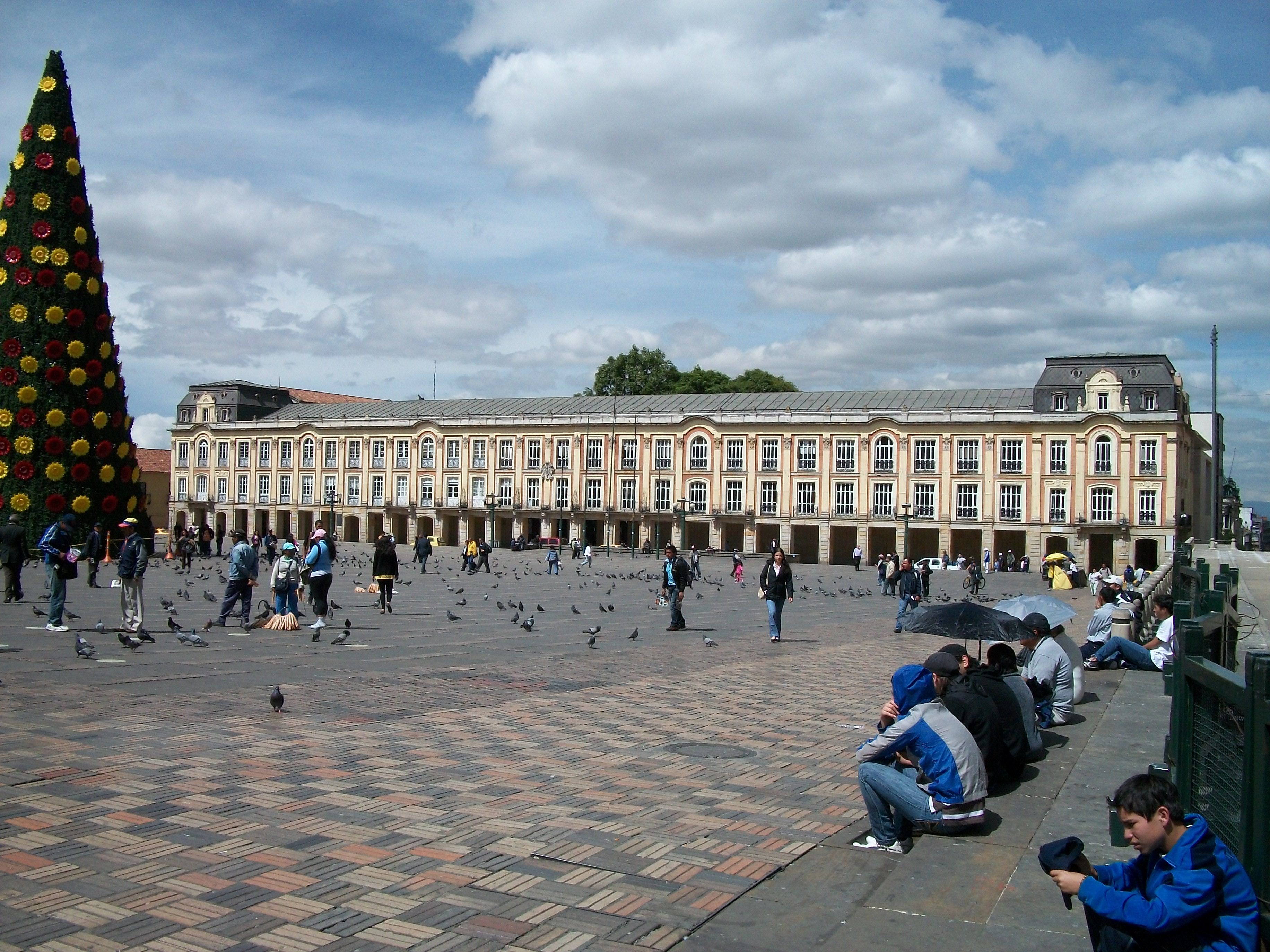
Palacio Líévano, Alcaldía de Bogotá, diciembre de 2009.

Le palais est une construction de style Renaissance dessiné par l'architecte français Gaston Lelarge et construit par Julián Lombana (es), supervisé par l'ingénieur Indalecio Liévano, à la suite de l'incendie qui eut lieu le 20 mai 1900 et détruisit l'immeuble qui se trouvait à cet endroit La construction du palais s'est achevée en 1907.
En 1960, le bâtiment passa complètement sous l'administration du district et en 1974 divers travaux de rénovation furent effectués.
Le palais fut proposé comme monument national de Colombie par la résolution 003 du 12 mars 1982 et déclaré comme tel par le décret 2390 du 26 septembre 1984.

## Description
Le palais est construit sur trois niveaux avec un patio où l'on peut voir un buste de José Acevedo y Gómez.